# Anzy-le-Duc
Anzy-le-Duc é uma comuna francesa na região administrativa de Borgonha-Franco-Condado, no departamento Saône-et-Loire. Estende-se por uma área de 25,44 km². Em 2010 a comuna tinha 545 habitantes (densidade: 21,4 hab./km²).